# 蔣公遺德顯彰會
蔣公遺德顯彰會，或譯為蔣介石先生遺德顯彰會，臺灣亦稱「先總統蔣公遺德顯彰會」，是日本為紀念蔣介石在日本投降後對日本寬厚對待而成立的協會。

## 協會背景
1985年10月25日，蔣經國函電宋美齡：

「……日本發起之父親遺德彰顯會為明年九至十月在東京北海道等地集會並辦史蹟展覽此事共匪雖正對日橫加壓力迫使發起人名單略有變動但據稱仍將積極進行大人所示洞見日人肺腑謹當密切注意……兒經國跪稟十月二十五日」:605

1986年9月，為紀念蔣介石百歲誕辰，日本一批政治元老和工商巨頭，由前日本內閣總理大臣岸信介牽頭，在日本東京發起成立。初創成員高達6000餘人，包括岸信介、灘尾弘吉等人。9月6日，蔣經國函電宋美齡：

「……此次日本朝野舉行之遺德彰顯會日本各界——包括其國會議員一百三十餘人在內自覺到者高達六千五百餘人據云為歷來中日關係最盛大之一次集會岸信介灘尾泓吉鹿內佐藤等名流共同主持致詞祝酒並奏英雄樂章同時同地展出父親衣冠文獻所有與會者皆獲得『近百年來中日關係圖錄』及『三民主義建設成果』各一大冊母親電文亦及時傳真到達立即精印中日文本在會場宣讀分發反應至為熱烈灘尾致詞且謂此舉不止在紀念蔣公恩德目的尤在教育下一代懷永不忘而孔德成院長致詞亦極為得體匪對日人此舉曾不斷力圖阻止不謂甶而激使日人憤慨終於造成此盛況空前之局面令匪沮喪失色此實母親仁心遠見所發生之歷久不磨之影響謹電稟報並懇母親順時珍護肅叩福安兒」:711-712

9月8日，宋美齡函電蔣經國：

「……老一輩日人對遺德顯彰會熱忱擁戴可慮者日少青年代代輩出對我中國人民寬恕教養及父親仁慈為懷之胸襟已漶然淡忘此類提醒工作我駐外單位宜積極隨時贊襄藉開外交困境……母九月八日」:716

9月11日，蔣經國函電宋美齡：

「……日本自東京遺德彰顯會後據云尚有奈良名古屋等處繼起將予共匪以更大之難堪韓亦將有紀念會活動有關方面已飭全力協助進行……兒經國跪稟九月十一日」:716-717
10月下旬，遺德彰顯會在日本名古屋舉行首屆紀念大會，名人政要雲集，場面頗為壯觀。而岸信介更在「蔣公遺德顯彰會」蔣介石畫像前，高舉酒杯祝「中日兩國友誼永固」。
協會發起人岸信介在日本政壇背景深厚，除本人是日本第56、57任首相外，其外孫安倍晉三為日本第90、96任首相；其弟佐藤榮作為日本第61、62、63任首相、諾貝爾和平獎得主。1975年蔣中正在台北逝世之時，岸信介親赴台北奠蔣，佐藤榮作同行。
協會感念蔣介石對日恩澤。蔣介石在日本戰敗後，以「不念舊惡、以德報怨」為對日政策宗旨，對日本施行寬大處理，包括：
- 建言美國保留日本傳統天皇制
- 反對蘇聯戰後佔領日本四島，而支持美國單獨佔領
- 日本滯留中國的軍隊、戰俘，悉數遣返日本
- 日本居住中國的僑民，悉數遣返日本
- 減除日本戰爭賠款

## 出版物
- 《不念舊惡、以德報怨——參加日本東京蔣公遺德顯彰會記要》
- 《日本人士紀念蔣公遺德顯彰會現場照片影集》（一冊，七十二幀，1986年9月）[5][6]
- 《日本東京蔣公遺德顯彰會大會講詞輯錄》
- 《日本各地舉行先總統蔣公遺德顯彰會紀念專輯》
- 《為正義執言 為真理作證 : 日本東京蔣公遺德顯彰會大會講詞輯錄》
- 《仰之彌高 : 追懷蔣公遺德「先總統蔣公遺德顯彰會」重要文獻及講詞輯錄》馬紀壯編

## 相似组织
- 香港蔣公中正崇德協會

### 引用
1. ↑  總統府蔣彥士秘書長偕同亞東關係協會馬紀壯會長及中國國民黨中央委員會 （页面存档备份，存于），中華民國外交部
2. 1 2 3 4  周美華、蕭李居 編：《蔣經國書信集——與宋美齡往來函電》下，國史館出版，2009年。
3. ↑  . 臺視新聞. 1986年10月21日  [2013年10月8日]. （原始内容存档于2019年5月2日） （中文（繁體））.
4. ↑  . 國家文化資料庫. 1986-09-05  [2013年10月8日]. （原始内容存档于2013年9月28日） （中文（繁體））.
5. ↑   (PDF).   [2013年10月8日]. （原始内容 (pdf)存档于2013年9月28日） （中文（繁體））.
6. ↑   (PDF). 國史館.   [2013年10月8日]. （原始内容 (pdf)存档于2013年9月27日） （中文（繁體））.